# Maschalocorymbus corymbosus
Maschalocorymbus corymbosus là một loài thực vật có hoa trong họ Thiến thảo. Loài này được (Blume) Bremek. mô tả khoa học đầu tiên năm 1940.